# I'd Do Anything for Love (But I Won't Do That)
"I'd Do Anything for Love (But I Won't Do That)" er en sang skrevet af Jim Steinman, og indspillet af Meat Loaf sammen med Lorraine Crosby. Den blev udgivet i august 1993 som den første single fra albummet Bat Out of Hell II: Back into Hell. I de sidste seks vers synger Crosby, men hun blev kun krediteret som "Mrs. Loud" i albumnoterne. Hun optræder ikke i muskvideoen, hvor hendes vokal bliver mimet af Dana Patrick. Meat Loaf promvede singlen sammen med den amerikanske sanger Patti Russo.
Det er en power ballade, og den var en stor kommerciel succes, hvor den nåede førstepladsen på hitliter i 28 lande. Singlen blev certificeret platin i USA, og det blev Meat Loafs første og eneste hit på førstepladsen af Billboard Hot 100 og på UK Singles Chart. Den var også den bedst sælgende single i 1993 i Storbritannien, og Meat Loaf vandt en Grammy for bedste solo-vokale rockpræstation.

## Hitlister
| Hitliste (1993)                                  | Højeste placering |
| ------------------------------------------------ | ----------------- |
| Australien (ARIA)                                | 1                 |
| Østrig (Ö3 Austria Top 40)                       | 1                 |
| Belgien (Ultratop 50 Flanderen)                  | 1                 |
| Canada Top Singles (RPM)                         | 1                 |
| Canada Adult Contemporary (RPM)                  | 13                |
| Denmark (IFPI)                                   | 1                 |
| Europe (Eurochart Hot 100)                       | 1                 |
| Finland (Suomen virallinen lista)                | 4                 |
| Frankrig (SNEP)                                  | 4                 |
| Tyskland (Official German Charts)                | 1                 |
| Iceland (Íslenski Listinn Topp 40)               | 1                 |
| Irland (IRMA)                                    | 1                 |
| Holland (Dutch Top 40)                           | 1                 |
| Holland (Single Top 100)                         | 1                 |
| New Zealand (RIANZ)                              | 1                 |
| Norge (VG-lista)                                 | 1                 |
| Sverige (Sverigetopplistan)                      | 1                 |
| Schweiz (Schweizer Hitparade)                    | 1                 |
| Storbritannien Singles (Official Charts Company) | 1                 |
| USA Billboard Hot 100                            | 1                 |
| USA Adult Contemporary (Billboard)               | 9                 |
| USA Mainstream Rock (Billboard)                  | 10                |
| USA Mainstream Top 40 (Billboard)                | 2                 |
| USA Rhythmic (Billboard)                         | 25                |

| Hitliste (1993)                    | Placering |
| ---------------------------------- | --------- |
| Australia (ARIA)                   | 1         |
| Austria (Ö3 Austria Top 40)        | 20        |
| Belgium (Ultratop)                 | 51        |
| Canada Top Singles (RPM)           | 10        |
| Europe (Eurochart Hot 100)         | 16        |
| Germany (Official German Charts)   | 17        |
| Iceland (Íslenski Listinn Topp 40) | 7         |
| Netherlands (Dutch Top 40)         | 10        |
| Netherlands (Single Top 100)       | 6         |
| New Zealand (Recorded Music NZ)    | 6         |
| UK Singles (OCC)                   | 1         |
| US Billboard Hot 100               | 36        |

| Hitliste (1994)                   | Placering |
| --------------------------------- | --------- |
| Austria (Ö3 Austria Top 40)       | 14        |
| Belgium (Ultratop)                | 56        |
| Canada Adult Contemporary (RPM)   | 97        |
| Europe (Eurochart Hot 100)        | 10        |
| France (SNEP)                     | 43        |
| Germany (Official German Charts)  | 20        |
| Sweden (Sverigetopplistan)        | 88        |
| Switzerland (Schweizer Hitparade) | 32        |
| US Billboard Hot 100              | 38        |
| US Adult Contemporary (Billboard) | 42        |

| Hitilste (1990–1999) | Placering |
| -------------------- | --------- |
| US Billboard Hot 100 | 40        |